# Broad Oak (Canterbury)
Broad Oak – wieś w Anglii, w hrabstwie Kent, w dystrykcie Canterbury. Leży 5 km na północ od miasta Canterbury i 89 km na wschód od centrum Londynu. W 2015 miejscowość liczyła 816 mieszkańców.